# Fukuoka-præfekturet
Fukuoka-præfekturet (福岡県 Fukuoka-ken) er et præfektur i Japan.
Præfekturet ligger på den nordlige del af øen Kyūshū. Det har 5.108.038 (2020) indbyggere og et areal på 4.971 km2
. Hovedbyen er byen Fukuoka.